# الکتریک انترتینمنت
الکتریک اینترتینمنت (انگلیسی: Electric Entertainment) یک شرکت تولید رسانه‌های تصویری است. این شرکت در سال ۲۰۰۱ توسط نویسنده و تهیه‌کننده با سابقه (دین دولین) تأسیس شد. هم‌اکنون این شرکت توسط دولین الونگ و شرکائش، مارک رزکین و ریچل الشن رهبری می‌شود.

## جلوه‌های ویژه
جلوه‌های ویژه شرکت الکتریک اینترتینمنت (EFX) یک شرکت انجام جلوه‌های ویژه برای فیلم هاست که توسط مارک فرانکو مدیریت می‌شود و از زیر مجموعه‌های شرکت الکتریک اینترتینمنت می‌باشد.

## آثار

### فیلم‌ها
| تاریخ انتشار    | عنوان                               | توضیحات                                              |
| --------------- | ----------------------------------- | ---------------------------------------------------- |
| ۱۷ ژوئیه ۲۰۰۲   | هیولاهای هشت‌پا                      | با همکاری ویلیج رودشو پیکچرز و سنتروپلیس اینترتینمنت |
| ۱۰ سپتامبر ۲۰۰۴ | موبایل                              |                                                      |
| ۵ دسامبر ۲۰۰۴   | کتابدار:تلاش برای نیزه              | فیلم تلویزیونی                                       |
| ۲۸ ژوئن ۲۰۰۶    | چه‌کسی خودروی برقی را کشت؟           |                                                      |
| ۲۲ سپتامبر ۲۰۰۶ | پسران پرواز                         |                                                      |
| ۳ دسامبر ۲۰۰۶   | کتابدار: بازگشت به معادن شاه سلیمان | فیلم تلویزیونی                                       |
| ۷ دسامبر ۲۰۰۸   | کتابدار: نفرین جام یهودا            | فیلم تلویزیونی                                       |
| ۲۴ ژوئن ۲۰۱۶    | روز استقلال: بازخیز                 | با همکاری سنتروپلیس اینترتینمنت                      |
| ۲۰ اکتبر ۲۰۱۷   | طوفان جغرافیایی                     | رو به اکران                                          |

### آثار تلویزیونی
| سال  | عنوان     |
| ---- | --------- |
| ۲۰۰۵ | مثلث      |
| ۲۰۰۸ | قدرت نفوذ |
| ۲۰۱۴ | کتابدار   |